# 코오로기 사토미
코오로기 사토미(こおろぎ さとみ, 1962년 11월 14일 ~ )는 일본의 성우이다.

## 출연작

### TV 애니메이션
1989년
- 수신 라이가(토도로키 리에)

1990년
- 사무라이 피자 캣츠(오타마)

1991년
- 쌍둥이 로테(크리스티네)

1992년
- 엄마는 4학년(미즈키 나츠미)
- 꽃의 천사 메리벨(유미)

1993년
- 기동전사 V 건담(수지 릴레인)

1994년
- 여신전사(리프림)
- 마법기사 레이어스(산융)
- 톤데부링(코쿠부 슈우헤이)

1995년
- 아따아따(포요타 주라(한판 단비)
- 괴도 세인트 테일(료코, 루비)

1996년
- 크레용 신짱(노하라 히마와리/신짱아)
- 아이들의 장난감(시실 해밀턴)
- 우주여행사 야트(카네아 메리골드)
- 소년기사 라무 : VS 기사 라무네 & 40염(피큐)

1997년
- 포켓몬스터(토게피)
- 소녀혁명 우테나(츄츄)

1998년
- 비밀의 앗코쨩 3기(소장)
- 가사라키 (고와 미스즈)
- 봉신연의 (흑점호)

1999년
- 엑셀 사가(멘치,산드라)

2000년
- 오자루마루(타무라 아이(엄마))
- 러브 히나(모에)

2001년
- 코코로 도서관(이노우에 히카리, 이노우에 아카리)
- 코믹파티(사쿠라이 아사히)

2002년
- 포켓몬스터 Advence Generation 44화(토게피), 45화(토게피, 토게틱)
- 오네가이 티쳐(카자미 마호)

2003년
- 스크랩드 프린세스(나탈리)
- 라임색 전기담(쿠키님)
- 코믹파티 레볼루션(사쿠라이 아사히)
- 금색의 갓슈벨!!(우마곤)

2005년
- 신비한 별의 쌍둥이 공주님(프모)

2006년
- 러브겟CHU~미라클 성우백서~(코오로기 사토코)
- 신비한 별의 쌍둥이 공주님 Gyu!(프모)
- 기신포후 데몬베인(소냐, 치아키, 마코토)
- 오! 나의 여신님 2기(하세가와 소라)

2007년
- 이 푸른 하늘에 약속을(사와키 린나)
- 건강 전라계 수영부 우미쇼(타케다 세이토)

2008년
- 치즈 스위트 홈 (치-)
- 클라나드 애프터 스토리(오카자키 우시오)

2008년
- 클라나드 애프터스토리(오카자키 우시오)

2009년
- 프레시 프리큐어(시폰)
- 타마코치!(해패해핏치)
- 치즈 스위트 홈 새로운 집(치-)
- 안녕 앤(노아 토마스)

2010년
- 축복의 캄파넬라 (탱고, 휘오레 베르릿티)
- 타마코치!(도레밋치)

2016년~2018년
- 드래곤볼超(전왕님<미래包)

연령불명
- 루니툰 (트위티)

### OVA
1992년
- 성전(애염명왕)
- 만능문화묘랑(하기와라 요시미)

1994년
- 동급생:여름의 끝에(타나카 미사)
- 매지컬 트와일라잇(미노리)
- 이리아(사라)
- 여신전사(리프림)

1995년
- 동급생 클라이막스(타나카 미사)
- 요정희 렌(마리)
- 비져너리 1(도레이몽)
- 아이돌 프로젝트(루카 에센폴카)
- 은하아가씨 전설 유나(이치조우인 미사키)

1996년
- 동급생2(타나카 미사)
- 마법의 시호짱(타무라 에리코)
- 비져너리 2(하나무라 시오리)
- 비져너리 3(오오타키 칸나)

1998년
- 드래곤나이트4(마를레네)
- 비욘드(페이)
- 지오 브라더스(키쿠시마 유카)

2001년
- 뿌니뿌니 포에미(아아스 히토미)

2004년
- 기신포후 데몬베인 OVA(소냐)

### 극장판 애니메이션
1995년
- 마크로스 7 -은하가 나를 부른다-(베드로)

1998년
- 포켓몬스터 여덟번째 극장판(뮤)

2000년
- 피츄와 피카츄(피츄 동생)

2001년
- 극장판 포켓몬스터 세레비 시간을 초월한 만남(토게피)
- 아리테 히메(마녀)

2003년
- 동경대부(키요코)

2006년
- 머나먼 시공 속에서 - 무일야(후지히메)
- 파프리카(일본인형)
- 미요리의 숲(마시마 미요리)

2016년
- 짱구는 못말려 극장판: 폭풍수면! 꿈꾸는 세계 대돌격(노하라 히마와리)

2017년
- 짱구는 못말려 극장판: 습격!! 외계인 덩덩이(노하라 히마와리)

2018년
- 극장판 짱구는 못말려: 아뵤! 쿵후보이즈 ~라면 대란~(노하라 히마와리)

2020년
- 짱구는 못말려 극장판: 신혼여행 허리케인 ~사라진 아빠~(노하라 히마와리)
- 극장판 짱구는 못말려: 격돌! 낙서왕국과 얼추 네 명의 용사들(노하라 히마와리)

2022년
- 짱구는 못말려 극장판: 동물소환 닌자 배꼽수비대(노하라 히마와리)

2024년
- 극장판 짱구는 못말려: 우리들의 공룡일기(노하라 히마와리)

### 극장 애니메이션
- 파프리카 (일본인형)

### 게임
1993년
- 미소녀 전사 스치 파이 (사쿠라이 미유리)
- 아이돌 전사 스치 파이Special (사쿠라이 미유리)

1995년
- 게임 천국 (미사토)
- 카부키 일도 량담 (미코시)
- 테일즈 오브 판타지아 SFC판 (민트 아드네이드)

1996년
- 제4차 슈퍼 로봇 대전S (프레시아 제노사키스, 코니 프란시스)
- 멀티랜서 은하 소녀 경찰2086 (스큐라)
- 동급생 SS판 (타나카 미사)
- 동급생2 FX·SS·PS판 (타나카 미사)
- 라이트닝 레젠드 다이고의 대모험 (노티 노우)

1997년
- DESIRE (엘레나 프랑소와)
- 발크 슬래시 (키나 데비어스)
- 실루엣 미라쥬 (듀나미스)
- 파랜드 스토리~4개의 봉인~ (아리시아)
- 마법학원 루나 (안치)
- 크래쉬 밴디쿳2 콜텍스의 역습! (포라)

1998년
- GUILTY GEAR (메이)
- 트윈즈 스토리 내 맘을 전하고 싶어… (오우메 리나)
- 힘내라! 게임 천국 (미사토)
- 미츠메테 나이트R 대모험편 (메린다)
- 포포로그 (멜) 1998年11月26日
- 힘내러 고에몽 ~来るなら恋! 綾繁一家의 검은 그림자~ (산)
- 초강전기 키카이오 (마법소녀 포린)

1999년
- 아지트2 (비론 성인)
- 랑그릿사 밀레니엄 (린 마오신)
- 뿌요뿌용 (하피)
- 크래쉬 밴디쿳 레이싱 (포라)

2000년
- GUILTY GEAR X (메이)
- 케로케로킹 (츄츄, 루미엘, 카칭코칭Jr.)
- 아지트3 (비론 성인)
- 슈퍼 로봇 대전α (니코 프란시스)
- 선계대전 ~TV 애니메이션 선계전 봉신연의 보다~ (흑점호)
- 카나리아 ~이 구상을 노래에 실어~ (호즈미 에리)
- 고기동환상 건퍼레이드 마치 (히가시하라 노노미)
- 얼굴없는 달 (쿠라키 스즈나) : 카와이 하루카 (河合春華) 명의

2001년
- 텐타마 (카린)
- 바람의 크로노아 2 ~세계가 갈망한 분실물~ (태트)
- 선계통록정사 ~TV 애니메이션 선계전 봉신연의 보다~ (흑점호)
- 코믹 파티 (사쿠라이 아사히)
- 슈퍼 로봇 대전α for Dreamcast (니코 프란시스)
- Phantom -PHANTOM OF INFERNO- (캘 디벤스)
- 대난투 스매시브라더스DX (피츄, 토게피, 키레이하나(아르코))
- 레가이아 듀얼 사가 (마리안느)
- 프리즘 하트 DC판 (안제, 아냐)
- 크레용 신짱(짱구는 못말려) 나와 무겁게 만들기! (노하라 히마와리(짱아))

2002년
- GUILTY GEAR XX (메이)
- 왕자님LV1 PS판 (나타붐 부하)
- 모든 것이 F가 된다 ~THE PERFECT INSIDER~ (마가타 시키)
- 해피~프리~でぃんぐ (사츠키) : 長崎津久世 명의
- 훌리건 ~네 속의 용기~ PS2판 (마르그레테 알튜아)
- 때묻은 영웅 ~사음 성녀 사냥~ (크리올) : 카와이 하루카 (河合春華) 명의

2003년
- 케로케로킹DX (페이페이)
- 설앵 (쿠라키) : 카와이 하루카 (河合春華) 명의
- 왕자님LV1.5 PS판 (나타붐 부하)
- 스위트 레거시 ~나와 그녀의 달콤~한 관계~ (요시노야 요시노)
- 참마대성 데몬베인 (루루이에 이본)
- Phantom -PHANTOM OF INFERNO- (캴 디벤스)
- 포켓몬 채널 ~피카츄와 같이!~ (포켓몬역 다수)

2004년
- 라임색 류기담☆순 (쿠키님)
- 기신호후 데몬베인 (루루이에 이본)
- 크래쉬 밴디쿳5 에~엣 크래쉬와 콜텍스의 야망?!? (니나 콜텍스)
- 중화작사 텐호 파이냥 (아베노 스즈네)

2005년
- 코믹 파티PORTABLE (사쿠라이 아사히)

2006년
- 불타라! 쿵푸숙녀 (치 파오)
- 건퍼레이드 오케스트라 백의 장 ~아오모리 펭귄 전설~ (히가시하라 키보우)
- 클라나드 (오카자키 우시오)
- 이 푸른 하늘에 약속을 (사와키 린나) : 카와이 하루카 (河合春華) 명의
- Jeanne d'Arc (헨리 6세)
- 두근두근 메모리얼 Girl's Side 2nd Kiss (해변의 소년)
- 크레용 신짱(짱구는 못말려) 최강 가족 카스카베 킹~ (노하라 히마와리(짱아))

2007년
- Xross Scramble (사와키 린나) : 카와이 하루카 (河合春華) 명의
- 이 푸른 하늘에 약속을 ~melody of the sun and sea~ (사와키 린나)
- 코이토레 ~REN-AI TRAINING~ (사와자키 우미) : 카와이 하루카 (河合春華) 명의
- 네PON?X라이PON! (킷카) : 카와이 하루카 (河合春華) 명의
- SD건담 GGENERATION SPIRITS (니코 프란시스)
- 크레용 신짱 폭풍을 부르는 크레용 칠하기 대작전! (노하라 히마와리)

2008년
- 대난투 스매시브라더스 X (토게피, 키레이하나(아르코))
- 두근두근 메모리얼 Girl's Side 2nd Season (해변의 소년)
- CLANNAD FULL VOICE (오카자키 우시오)
- 오토메 크라이시스 (사와키 린나) : 카와이 하루카 (河合春華) 명의
- G선상의 마왕 (아자이 카논) : 카와이 하루카 (河合春華) 명의
- 콘보쿠 마작 ~이런 마작이 있으면 나는 론~ (시라유키 하나) : 카와이 하루카 (河合春華) 명의
- 크레용 신짱 폭풍을 부르는 시네마랜드 딱딱이 대활극 (노하라 히마와리)

2009년
- 몬스터헌터 트라이 : 여성 캐릭터